# Shūmatsu no Valkyrie
Shūmatsu no Valkyrie (終末のワルキューレ Shūmatsu no Warukyūre?, lit. "Valquiria del Fin"), también conocida como Record of Ragnarok, es un manga escrito por Takumi Fukui y Shinya Umemura e ilustrado por Chika Aji. Comenzó su serialización en la revista Gekkan Comic Zenon publicada por Tokuma Shoten en noviembre de 2017, siendo recopilado en veinticinco volúmenes tankōbon hasta la fecha.
Además, un spin-off bajo el título Shūmatsu no Valkyrie: The Legend of Lü Bu Fengxian (終末のワルキューレ異聞 呂布奉先飛将伝 Shūmatsu no Warukyūre: Ryofu Hōsen Hishōden?) comenzó su serialización el 25 de octubre de 2019 en la revista Gekkan Comic Zenon, siendo recopilada en siete volúmenes tankōbon hasta la fecha.
Una adaptación al anime por Graphinica se estrenó el 17 de junio de 2021 a través de Netflix.

## Argumento
El congreso del Valhalla, una reunión de todos los dioses del mundo celebrada cada 1000 años para decidir el destino de la humanidad, ha concluido en una votación casi unánime a favor de su completa extinción, tras siete millones de años de existencia. Las únicas en oponerse a este veredicto fueron las valquirias, cuya líder, Brünnhilde, recuerda al congreso que, en tal caso, los humanos cuentan con una última oportunidad: el Ragnarok, un torneo que enfrentaría a 13 humanos contra 13 dioses en combate individual. En el improbable caso de que los humanos consiguieran 7 victorias, se les permitiría vivir por 1000 años más. Así da comienzo a una serie de batallas donde los más grandes hombres de la historia, vinculados con las hermanas valquirias a través del volund, se opondrán a las deidades más poderosas con el objetivo de asegurar la salvación de la humanidad.

## Personajes

### Humanos
- Lü Bu Fengxian (呂布奉先 Ryofu Hōsen?)

 Seiyū: Tomokazu Seki
Es el primer luchador en representar a la humanidad. Combate contra Thor blandiendo su lanza, la "perforadora del cielo", encarnada por la valquiria Randgriz. En vida, fue un poderoso general chino, probablemente de ascendencia mongola, al que nadie logró derrotar jamás. No logrando encontrar un rival digno y vencido por el aburrimiento, se entregó al emperador, que lo condenó a muerte. La versión oficial que se ofreció al público, sin embargo, fue que derrotado y capturado por Cao Cao. A pesar de sus esfuerzos y la ayuda de su fiel caballo, Liebre Roja, es derrotado y asesinado por Thor. Su ejército al completo, leal a su comandante, decidió seguir el mismo destino.
- Adán (アダム?)

 Seiyū: Sōma Saitō
El «Padre de la Humanidad», conocido como el «Archivo No.00000000001» por los dioses y como la «esperanza de la humanidad» por los humanos. Durante el torneo, lucha contra Zeus en la segunda ronda junto con la valquiria Reginleif. Su volund tomó la forma de una nudillera. Ya que cuando Dios le dio la vida dictaminó que fuese «creado a imagen y semejanza de los dioses», posee la habilidad de reproducir a la perfección cualquier técnica divina que sea ejecutada en su presencia, lo que le permite desenvolverse en igualdad de condiciones con cualquier deidad hasta el punto en que su cuerpo humano lo permita.
En la Antigüedad, una deidad serpiente intentó obligar a Eva a ser su amante pero ella se negó, por lo que el dios robó la fruta del Árbol de la ciencia del bien y del mal para incriminar a la mujer, siendo condenada por los dioses; al enterarse, Adán comió de la fruta para compartir el castigo de su esposa y como venganza arrancó las extremidades del dios serpiente, condenándolo a arrastrarse sobre su vientre por el resto de la existencia.
Aunque en un inicio estaba programado que se enfrentara a Shiva, Zeus exigió ser quien peleara esa ronda, deseoso de volver a encarar un oponente diestro con los puños. Su habilidad combinada con su volund resulta idónea para enfrentar a Zeus, pudiendo copiar las técnicas de este y reforzándolas con el poder de la valquiria. Sin embargo, pesar de empezar con ventaja, finalmente muere al sobre exigir los límites de su cuerpo y sobrecargar su sistema nervioso, finalizando el combate con Zeus de rodillas y Adán aún de pie. A pesar de morir y perder el combate debido al colapso de su cuerpo, fue el primer contendiente humano que logró lastimar gravemente a un dios.
- Sasaki Kojirō (佐々木小次郎 Sasaki Kojirō?)

 Seiyū: Kazuhiro Yamaji
Un famoso espadachín japonés, conocido como «el mayor perdedor de la historia». Es el representante de los humanos en el tercer encuentro, donde enfrenta al dios de los mares Poseidón. Su volund tomó la forma de un nodachi, la Mononoshi Zao (el Palo de Secar), encarnada por la valquiria Hrist, con la que es capaz de realizar su movimiento característico, el Tsubame gaeshi (el giro de la golondrina). Durante la pelea llega a partirse por la mitad, pero la doble personalidad de su compañera (La que tiembla de miedo y furia) permite retransformar su espada en otras dos: un tachi (larga) y un kodachi (más corta), imitando el estilo de lucha de Miyamoto Musashi.
Es el creador y único maestro de los estilos Ganryu y Nito Ganryu, que desarrolla en el transcurso del enfrentamiento. Su verdadera fuerza reside en su capacidad de vencer a cualquiera sin llegar a combatir más que una vez con ellos. De ahí se ganó su título, pues siempre prefería perder para poder luego practicar sin descanso hasta superar la técnica su rival. Después de largos años de entrenamiento, que no se detuvieron tras su muerte a manos de Musashi, adquirió la capacidad de prever a la perfección los movimientos de sus oponentes, hasta un nivel que le permitió enfrentarse incluso a Poseidón. Esta es la Defensa de la mil imágenes. Gracias a su completo dominio de ésta, y portando en su renovado estilo el espíritu de todos contra los que perdió, es que fue capaz de vencerlo, dándole a la humanidad su primera victoria.
- Jack el Destripador (ジャック・ザ・リッパー?)

 Seiyū: Tomokazu Sugita
Un infame asesino en serie británico que vivió a finales del siglo XIX y el representante de la humanidad en la cuarta ronda. En ella se enfrenta a Heracles, el dios de la fortaleza, mostrándonos el combate más largo hasta la fecha, un choque entre maldad y justicia, al punto de ser hasta el momento el único combate en que los humanos han mostrado su apoyo al luchador de los dioses y han deseado la derrota de su representante.
Jack cuenta con una peculiar habilidad que le permite percibir con su ojo derecho las emociones de las personas en forma de colores, que desarrolló durante sus duros años de infancia. Creció en la pobreza junto a su madre, que antes había abortado a sus 5 hermanos, con excepción de él. El joven e infante Jack adoraba ver las emociones de su madre en especial su amor, Jack sufrió de abuso y el maltrato de la gente en las frías calles de Londres pero siempre se ponía de pie para seguir consiguiendo comida y recursos para su madre y para él, todo su apoyo y fuerza venía del amor de su madre hasta que un día descubrió la verdad. Su madre lo había utilizado para estar conectada con su padre, un actor en ascenso, y la vida cómoda que este había prometido darle a ella y su hijo una vez que alcanzara la fama, viendo a Jack como una simple herramienta; cuando el padre se comprometió con una mujer de la alta sociedad, la madre reveló todo dejando en claro que sin ese hombre la existencia de Jack no servía y que debió haberlo abortado como a los otros, esto cambio por completo al chico quien acabó con la vida de su madre y padre, volviéndose un asesino serial que mató a miles de personas en Londres y jamás fue notado por la policía metropolitana hasta que acabó con cinco prostitutas.
Su volund es resultado de su unión con la valquiria Hlökk, a la cual obligó por la fuerza a ayudarlo. Su nombre significa "la inestable" y dio lugar a un par de guantes con la capacidad de alterar la naturaleza de cualquier cosa que toque para convertirla en un arma divina capaz de matar a los dioses. Al final de la batalla, Jack logra derrotar y matar a Heracles con su técnica definitiva, usando la sangre de su propia herida como arma divina y atravesando su cuerpo limpiamente. Esta técnica es llamada Dear God (Querido dios). Aun así, Heracles lo abraza en un último gesto de amor a la humanidad, momentos antes de su muerte. Al ver que en ningún momento se desesperó, comenzó a sentir un gran respeto por él.
- Raiden Tameemon (雷電為右エ門 Raiden Tameuemon?)

 Seiyū: Subaru Kimura
Un luchador de sumo japonés y representante de la humanidad en la quinta batalla del Ragnarok. Su nombre real es Tarōkicho. Conocido como el rishiki sin igual, a pesar de no haber ascendido nunca al rango de yokozuna, es considerado como el mejor luchador de sumo de la historia.
Poseyó unos músculos anormalmente desarrollados desde su nacimiento, por lo que durante su infancia el más suave de los movimientos destrozaba sus huesos, por lo que debió pasar toda su infancia aprendiendo a moderar sus movimientos y controlar su fuerza.
Nació durante el periodo Edo, en una aldea en la que gustaba de ayudar a los débiles con su enorme fuerza, pero al llegar la Gran Hambruna de Tenmei partió para convertirse en luchador profesional y poder alimentar a su pueblo. Tras mucho entrenamiento se hizo prácticamente invencible, pero decidió bloquear sus ataques más potentes para evitar que otros luchadores de sumo le temieran como lo hizo la gente de su pueblo en un principio, aun así, durante toda su vida nunca fue capaz de desplegar toda su fuerza no solo por la falta de oponentes, también porque su cuerpo era incapaz de tolerarlo.
Su volund junto a la valquiria Thrud (la más fuerte) consiste en un mawashi del que emergen cintas que se adhieren a su piel y recurren todo su cuerpo aportando un refuerzo extra que le permite pleno control sobre sus músculos y el uso de su fuerza sobrehumana sin secuelas.
En el Ragnarok se enfrenta al dios hindú Shiva. Aunque es capaz de destruirle 3 de cuatro brazos del dios, finalmente pierde la pelea.
- Buda Gautama (釈迦 Shaka?)

 Seiyū: Yuichi Nakamura
Un humano que alcanzó la iluminación, y así, un estatus de divinidad, todo esto después que su hermano mayor le revelara que nunca fue feliz en su vida y lamentaba no haber hecho lo que él quería en lugar de lo que los otros esperaban de él.
Aunque Zeus tenía planeado que fuera su luchador en la sexta ronda, se rebeló contra los dioses y decidió representar a la humanidad contra Zerofuku, el cual es un amalgama de los Siete Dioses de la Fortuna.
Durante el inicio de la ronda, Buda es quien tiene mayor dominio de la pelea pues con su iluminación y llegada de la octava consciencia, era capaz de ver unos cuantos segundos en el futuro. Sin embargo, llega a entender a su oponente y estuvo a punto de hacer las paces con él hasta que Zerofuku es fusionado con otro dios hindú. Al ser un oponente de total oscuridad, Buda no puede ver el futuro. Él iba perdiendo hasta que hace un Volund con Zerofuku, ganando por los humanos la sexta ronda.
- Qin Shi Huang (秦始皇 Shi Huang Di?)

 Seiyū: Kaito Ishikawa
Es uno de los luchadores del Ragnarok. En la vida real fue el primer emperador y unificador de China, siendo también el fundador de la Dinastía Qin. Es elegido para pelear en la séptima ronda del torneo después de que las Valquirias se enteraran de que el combatiente de los dioses sería el dios Hades. Aunque parecía que iba a ser derrotado tras perder un brazo, finalmente el emperador gana al rey del inframundo tras usar su técnica de espada y destrozar la lanza de Hades. Tras esta victoria, la humanidad conseguiría tener la ventaja en el Ragnarok.
- Nikola Tesla (ニコラ・テスラ Nikora Tesura?)

 Seiyū: Makoto Furukawa
Es uno de los luchadores del Ragnarok. Participa en la octava ronda donde fue nombrado como "El Desafortunado Genio Inventor" y pelea con el dios Belcebú. En la vida real es considerado como uno de los mayores genios en la historia. Su volund, hecho por la valquiria Gondul, consiste en un supertraje mecánico el cual puede generar electricidad para potenciar sus ataques y moverse con mayor velocidad. Pierde en la octava ronda siendo derrotado por Belcebú, dándole la victoria a los Dioses y empatando nuevamente.
- Leónidas I (レオニダス王 Leonidas-issei?)

 Seiyū: Hiroshi Shirokuma
Es uno de los luchadores del Ragnarok. Leónidas I se enfrenta en la 9° ronda contra el dios Apolo. En la vida real fue un rey espartano que luchó durante la segunda guerra médica, se le recuerda por su participación en la Batalla de las Termópilas, donde murió con su ejército de 300 espartanos. Durante la pelea Apolo invoca la estatua Lunar de Artemisa y su arco contra Leónidas. Dándole así la quinta victoria a los dioses y llevando la delantera nuevamente.
- Okita Sōji (沖田総司 Okita Sōshi?)

 Seiyū: Tsubasa Yonaga
Es uno de los luchadores del Ragnarok, va acompañado siempre de su compañero Kondō Isami. Forma parte del Shinsengumi. Es elegido en la décima ronda para enfrentar a Susano'o no Mikoto.
- Simo Häyhä (シモ・ヘイヘ Shimo Heihe?)

Es uno de los luchadores del Ragnarok. En la vida real es considerado como el mejor francotirador de la historia, participó durante la guerra de invierno del bando finés, asesinando a 505 soldados rusos, era llamado como La muerte blanca.
- Grigori Rasputín (グリゴリー・ラスプーチン?)

Es uno de los luchadores del Ragnarok. En la vida real fue un controvertido místico ruso durante la era imperial que tuvo una fuerte influencia en la casa de los Romanov en sus últimos años, también es conocido por la forma tan peculiar en la que murió.
- Kintarō (金太郎 Kintarō?)

Es uno de los luchadores del Ragnarok. Es el mejor amigo de Buda.
- Michel Nostradamus  ( ミシェル・ノストラダムス?)

Es uno de los luchadores del Ragnarok. Es conocido como el Profeta de los Siglos, y el único en la historia de la humanidad en ser encarcelado en el Helheim. Es según palabras de Brunhilde el comodín de la humanidad, aunque también lo considera molesto pero excepcionalmente fuerte.

### Dioses
- Thor (トール?)

 Seiyū: Hikaru Midorikawa
Es considerado como el dios nórdico más poderoso y el representante de los dioses en el primer encuentro contra Lu Bu. En el pasado, cuando Asgard fue atacado por gigantes, salvó a su gente al eliminar a todos los oponentes con Mjolnir, usando su técnica Martillo de Thor. En el combate hace uso de su increíble fuerza bruta y de su Mjolnir despertado para hacerse con la victoria.
- Zeus (ゼウス?)

 Seiyū: Wataru Takagi
Conocido como el Rey del Cosmos y Dios Padre del Cosmos, es el gobernante de los dioses y el presidente del consejo Valhalla. Tiene la apariencia de un anciano débil y decrépito, pero puede aumentar dramáticamente su musculatura. Pelea en el segundo encuentro contra Adán a mano limpia y logra derrotarlo. Su habilidad especial se llama Adamas gracias a la cual comprime sus músculos para hacer que su cuerpo sea tan duro como el diamante. También muy poderoso es su Puño que trasciende el tiempo, que otorga a su usuario el control total sobre le tiempo. Lo obtuvo tras derrotar a su padre, el titán Cronos.
- Poseidón (ポセイドン?)

 Seiyū: Takahiro Sakurai
El dios griego del mar, lucha en la tercera ronda contra Sasaki Kojirō. Es el más arrogante de los dioses, considera la divinidad como símbolo de apatía frente a todo, detesta profundamente a los humanos y los considera como nada más que basura. A pesar de su poder y de haberlo presionado constantemente con su Anfitrite, es derrotado y asesinado por su arrogancia al considerarlo inferior en toda la pelea a manos de su oponente con su técnica Combo de tigre devorador, mil aceros. Se le considera máximo arquetipo de dios perfecto, orgulloso y superior.
- Heracles (ヘーラクレース?)

 Seiyū: Katsuyuki Konishi
Un semidiós griego y campeón del Olimpo que lucha en la cuarta ronda contra Jack el Destripador. En el pasado, era un humano conocido como Alceo, frágil y débil, pero que en su voluntad de defender la justicia, continuó fortaleciéndose hasta que, durante el asalto de los dioses a Tebas, y al no poder proteger su ciudad, decidió beber la ambrosía, la sangre de Zeus, logrando luchar a la par con Ares. Antes de que terminara la pelea, Zeus intervino, ofreciéndole al hombre convertirse en una divinidad. Así, tras realizar los 12 trabajos que los dioses le impusieron, tomó su nombre de Hera y se convirtió en un dios de pleno derecho. Cada uno de esos 12 trabajos le proporcionó una técnica de gran poder que puede utilizar gracias a su garrote de piedra, como el León de Nemea, el Toro de Creta o el Sabueso de Hades. Cada vez que usa alguna el tatuaje en su cuerpo se expande, acercándolo a la muerte. A pesar de su poder, es derrotado y asesinado por su oponente con su técnica Dear god. Ama a la humanidad e intenta evitar su destrucción.
- Shiva (シヴァ Shiva?)

 Seiyū: Tatsuhisa Suzuki
Es el dios de la creación y la destrucción del hinduismo y uno de los participantes en el torneo. En la segunda ronda es reemplazado por Zeus, pero vuelve para representar a los dioses en el quinto choque en el que se enfrenta a Raiden Tameemon. Hace varios milenios, animado por su mejor amigo Rudra, inició su camino hacia la cima del Svarga, y terminó erigiéndose como el más poderoso de los dioses hindúes. Sus cuatro brazos le confieren una fuerza extraordinaria, y con su baile de batalla es capaz de sincronizarse con el universo volviéndose impredecible para su enemigo. Gana el combate utilizando su forma final llamada tandava karma en el que acabará con todo como dice su profecía del destructor envolviéndose en llamas extremadamente calientes.
- Bishamonten (毘沙門天 Bishamonten?)

Originalmente, estaba planeado que fuera uno de los luchadores del Ragnarok. Sin embargo, al pasarse Buda al bando contrario, fue consciente de esa sería su ocasión perfecta para cobrar su venganza y al mismo tiempo hacerle cumplir su castigo divino. Él y los Siete Dioses de la Fortuna se reunieron de nuevo en un único ser: Zerofuku, su identidad original, por primera vez en miles de años, para enfrentarlo en la sexta ronda.
- Zerofuku (零福 Zerofuku?)

 Seiyū: Ayumu Murase
Un personaje original formado por los Siete Dioses de la Fortuna. Al principio, tenía el corazón más noble de todos los dioses, y su pasatiempo favorito era traer alegría al mundo, pero todo cambió cuando descubrió a los humanos. Su naturaleza gentil le hizo sentir una gran pena por ellos, por lo que decidió recorrer el mundo para absorber toda su desgracia. Sin embargo, a pesar de sus grandes esfuerzos, sólo consiguió que cayeran más bajo. Abatido después de ver en que los había convertido, se encontró con Buda, que en ese momento ya contaba con una gran cantidad de seguidores. Ver como él logró lo que no había conseguido en años hizo que se desesperara y empezara a sentir una gran envidia por él. Finalmente, todo su amor se convirtió en odio, dando lugar al Zerofuku que se puede ver en el torneo. No obstante, antes de iniciar su labor de destrucción, se separó en los Siete Dioses de la Fortuna.
- Hajun (波旬 Hajun?)

 Seiyū: Tetsu Inada
El Señor Demonio del Sexto Cielo, Hajun, es conocido como un legendario berserker del inframundo, cuyo alboroto destruyó la mitad del mismo, pero su vasto poder finalmente destruyó su propio cuerpo. Considerado un demonio de leyenda, Hajun no es conocido por mucha gente, incluso el Rey del inframundo, Hades apenas lo reconoce. Belcebú encontró y cultivó sus restos en una semilla que plantó en Zerofuku, que germinó cuando la deidad perdió su resentimiento hacia la humanidad. El revivido Hajun consumió a Zerofuku para recrear su cuerpo, asumiendo el control del combate con Buda antes de ser asesinado por él.
- Hades (ハデス?)

 Seiyū: Ryōtarō Okiayu
Es el primer hijo de Cronos y es hermano mayor de Zeus y Poseidon. Hades se postularía a sí mismo para ocupar el puesto vacío de Buda, y peleó contra Qin Shi Huang en la séptima ronda, la cual pierde al ser derrotado por el emperador chino.
- Beelzebub (ハデス?)

 Seiyū: Daisuke Namikawa
Es uno de los peleadores del Ragnarok. Para los humanos es comúnmente llamado el “Señor de las Moscas”. Los dioses consideran que se encuentra maldito por Satanás, provocando que cualquiera que interactúe con él sea brutalmente asesinado. Enfrente a Nikola Tesla, obteniendo la victoria para el bando de los dioses.
- Apolo (アポローン?)

 Seiyū: Kenichi Suzumura
Es uno de los luchadores del Ragnarok. Lucha en la novena ronda contra Leonidas . En un inicio era considerado como un dios irrelevante en el Olimpo, pero su determinación y el haber encontrado belleza en lo imperfecto lo hizo escalar hasta ser uno de los dioses importantes. Gana su pelea contra Leónidas tras usarse así mismo como flecha en el arco de Artemisa, logrando perforar el escudo y abdomen del espartano.
- Susanoo (須佐之男 Susanowo?)

Es uno de los luchadores del Ragnarok. Toma el lugar de Anubis en la décima ronda para enfrentar a Okita Souji. Tiene profunda admiración y respeto por Okita.
- Odín (オーディン?)

 Seiyū: Shō Hayami
Es uno de los luchadores del Ragnarok. Es el dios nórdico supremo y padre de Thor. Siempre va acompañado de sus cuervos Fugin y Munin. Belcebú descubrió que Odín tiene un plan secreto: revivir al origen del universo: Arché
- Loki (ロキ?)

 Seiyū: Yoshitsugu Matsuoka
Es el dios nórdico del engaño y uno de los luchadores del Ragnarok. Asiste y comenta todas la peleas desde el palco principal, junto con Ares, Hermes y Zeus. Fue el primero en darse cuenta de la traición de Budda.
- Anubis (アヌビス?)

Es uno de los luchadores del Ragnarok. Estaba previsto para luchar en la décima ronda pero su lugar fue tomado por Susanoo.

### Valquirias
- Brunhilde (ブリュンヒルデ?)

 Seiyū: Miyuki SawashiroAngelique Bushua
Es la mayor de las 13 hermanas Valquirias. Ella se enfrentó a los dioses en un intento de salvar a los humanos. Ella es la protagonista principal de la serie, ya que elige a los mejores y más fuertes guerreros de la humanidad para enfrentarse a los dioses y matarlos.
- Geir (ゲル?)

 Seiyū: Tomoyo Kurosawa
Es la más joven de las 13 hermanas Valquirias y la deuteragonista de la serie. Durante los partidos de Ragnarok, generalmente se la ve con Brunhilde observando y ansiosa durante cada partido.
- Randgriz (ランドグリーズ?)

 Seiyū: Aya Kawakami
Es la cuarta de las 13 hermanas Valquirias. Ella se convirtió en Volund para Lü Bu. Su volund se llama "Rompe escudos" y tiene la forma de una lanza. Fue la primera valquiria en enfrentar a un dios y la primera en ser derrotada y morir.
- Reginleif (レギンレイヴ?)

 Seiyū: Rina Kawaguchi
"Hija de los Dioses" fue la Séptima de las 13 Hermanas Valquirias. Ella se convirtió en Volund para Adán. Su volund tiene la forma de un Puño de acero. Murió junto con Adán cuando éste sucumbió al daño recibido en la lucha contra Zeus.
- Hrist (フリスト?)

 Seiyū: Yū Kobayashi
Es la segunda de las 13 hermanas Valquirias. Ella se convirtió en Volund para Sasaki Kojiro. Su volund tiene la forma de una nodachi y como se dice la apodan "La que ruge y la que tiembla". Durante el combate su hoja es partida en dos por Poseidón, pero la continua evolución de las habilidades del espadachín hace resonancia con las dos personalidades en oposición de Hrist, permitiéndole convertir cada trozo en una nueva espada, dando a Kojiro la capacidad de desarrollar un estilo de doble espada con el cual pueden matar al dios. Fue la primera valkiria que logró sobrevivir a un encuentro.
- Alvitr (アルヴィト?)

Es la décima de las 13 Hermanas Valquirias. Se convirtió en la valquiria de Qin Shi Huang para pelear contra Hades. Tomó la forma de una armadura. Su apariencia es similar a la de Hlökk. Logra sobrevivir a pesar de recibir gran daño durante el encuentro. Al igual que Hrist su volund logra evolucionar durante el combate pasando de ser una armadura a una espada.
- Hlökk (フレック?)

 Seiyū: Honoka Inoue
Es la undécima de las 13 Hermanas Valquirias. Ella se vio obligada a convertirse en Volund por Jack el Destripador. Su Volund se llama "La inestable" y son unos guantes de cuero, estos poseen la habilidad de convertir todo lo que el poseedor toque en un arma divina. Es la única valquiria que no logró la armonía con su luchador antes o durante el combate ya que le producía rechazo la idea de hacer equipo con uno de los criminales más atroces de la historia, por lo cual Jack se vio obligado a someterla por la fuerza; a pesar de ello, tras su victoria y conociendo pasado Jack y viendo el cambio en su corazón traban amistad.
- Þrúðr (Thrud) (スルーズ?)

 Seiyū: Akira Miki
Es la tercera de las hermanas Valquirias. Se convirtió en Volund para Raiden Tameemon. Es una mujer gigantesca con una musculatura desproporcionada, actitud tosca y apariencia poco femenina, sin embargo, tras esa fachada oculta la personalidad de una dulce y tímida doncella, siendo conquistada de inmediato por Raiden, quien se enamora de ella a primera vista. Su volund la transforma en un tatuaje en forma de franjas que recorren la totalidad del cuerpo de Raiden, reforzando su musculatura y esqueleto de forma que pueda usar su fuerza sobrehumana sin destruirse. A pesar de que Raiden fue derrotado por el dios Shiva, Thrud permaneció ilesa, razón por la cual Raiden le pediría deshacer el volund para que no muriera con él, cosa que ella rechazó ya que no deseaba vivir sin el hombre del que se había enamorado.
- Göndul (ゴンドゥル?)

Es la novena de las hermanas valquirias. Se convirtió en Volund para Nikola Tesla. Su Volund hizo posible que funcionara el invento más grandioso de Tesla, el "Superautómata Beta", una armadura equipada con tres bobinas tesla y todos los dispositivos necesarios para llevar los diseños y creaciones teóricas del inventor a la realidad durante el combate.
- Geirorul (ゲイロルル?)

Es la quinta de las hermanas valquirias. Se convirtió en Volund para Leónidas. Su Volund consiste en un escudo espartano el cual se transforma en otras armas para el ataque del rey de Esparta. Su personalidad es muy similar a la de Leónidas, por lo cual se les ve interactuando más que con cualquier pareja humano-valquiria en su pelea, llegando a insultar a Apolo y querer verlo humillado.

## Contenido de la obra

### Manga

#### Lista de volúmenes

##### Shūmatsu no Valkyrie - Record of Ragnarok
| N.º | Fecha de lanzamiento     | ISBN original          |
| --- | ------------------------ | ---------------------- |
| 01  | 19 de mayo de 2018       | ISBN 978-4-19-980495-3 |
| 02  | 20 de septiembre de 2018 | ISBN 978-4-19-980517-2 |
| 03  | 20 de marzo de 2019      | ISBN 978-4-19-980557-8 |
| 04  | 20 de julio de 2019      | ISBN 978-4-19-980581-3 |
| 05  | 20 de noviembre de 2019  | ISBN 978-4-19-980603-2 |
| 06  | 20 de abril de 2020      | ISBN 978-4-86720-119-0 |
| 07  | 19 de junio de 2020      | ISBN 978-4-86720-155-8 |
| 08  | 19 de septiembre de 2020 | ISBN 978-4-86720-168-8 |
| 09  | 19 de diciembre de 2020  | ISBN 978-4-86720-187-9 |
| 10  | 18 de marzo de 2021      | ISBN 978-4-86720-204-3 |
| 11  | 18 de junio de 2021      | ISBN 978-4-86720-240-1 |
| 12  | 18 de septiembre de 2021 | ISBN 978-4-86720-263-0 |
| 13  | 20 de diciembre de 2021  | ISBN 978-4-86720-285-2 |
| 14  | 19 de marzo de 2022      | ISBN 978-4-86720-316-3 |
| 15  | 20 de junio de 2022      | ISBN 978-4-86720-389-7 |
| 16  | 20 de septiembre de 2022 | ISBN 978-4-86720-415-3 |
| 17  | 20 de diciembre de 2022  | ISBN 978-4-86720-446-7 |
| 18  | 20 de marzo de 2023      | ISBN 978-4-86720-480-1 |
| 19  | 20 de julio de 2023      | ISBN 978-4-86720-522-8 |
| 20  | 20 de noviembre de 2023  | ISBN 978-4-86720-585-3 |
| 21  | 19 de marzo de 2024      | ISBN 978-4-86720-626-3 |
| 22  | 20 de julio de 2024      | ISBN 978-4-86720-671-3 |
| 23  | 20 de noviembre de 2024  | ISBN 978-4-86720-701-7 |
| 24  | 19 de marzo de 2025      | ISBN 978-4-86720-748-2 |
| 25  | 18 de julio de 2025      | ISBN 978-4-86720-787-1 |

##### Shūmatsu no Valkyrie: The Legend of Lü Bu Fengxian
| N.º | Fecha de lanzamiento     | ISBN original          |
| --- | ------------------------ | ---------------------- |
| 01  | 20 de abril de 2020      | ISBN 978-4-86720-120-6 |
| 02  | 19 de septiembre de 2020 | ISBN 978-4-86720-169-5 |
| 03  | 19 de diciembre de 2020  | ISBN 978-4-86720-188-6 |
| 04  | 18 de junio de 2021      | ISBN 978-4-86720-243-2 |
| 05  | 20 de diciembre de 2021  | ISBN 978-4-86720-286-9 |
| 06  | 20 de junio de 2022      | ISBN 978-4-86720-391-0 |
| 07  | 20 de diciembre de 2022  | ISBN 978-4-86720-448-1 |

##### Valkyrie Kitan: Jack the Ripper no Jikenbo
| N.º | Fecha de lanzamiento    | ISBN original          |
| --- | ----------------------- | ---------------------- |
| 01  | 20 de marzo de 2023     | ISBN 978-4-86720-482-5 |
| 02  | 20 de julio de 2023     | ISBN 978-4-86720-524-2 |
| 3   | 20 de noviembre de 2023 | ISBN 978-4-86720-587-7 |
| 4   | 19 de marzo de 2024     | ISBN 978-4-86720-627-0 |
| 5   | 20 de julio de 2024     | ISBN 978-4-86720-666-9 |
| 6   | 20 de noviembre de 2024 | ISBN 978-4-86720-700-0 |
| 7   | 19 de marzo de 2025     | ISBN 978-4-86720-747-5 |
| 8   | 18 de julio de 2025     | ISBN 978-4-86720-780-2 |

### Anime
En diciembre de 2020, se anunció que la serie recibirá una adaptación al anime, producida por Warner Bros. Japan y animada por Graphinica, que finalmente fue estrenada el 17 de junio de 2021 a través de Netflix. Fue dirigida por Masao Ōkubo, con el guion a cargo de Kazuyuki Fudeyasu, diseños de personajes de Masaki Saito y música compuesta por Yasuharu Takanashi. El tema de apertura es "Kamigami" (KAMIGAMI-神噛-?), interpretado por Maximum the Hormone, mientras que el tema de cierre es "Fukahi" (不可避?) interpretado por SymaG.
En agosto de 2021, se anunció que la serie tendría una segunda temporada. El personal principal regresa de la primera temporada, con Yumeta Company produciendo la serie junto con Graphinica, y Yuka Yamada escribiendo los guiones junto con Kazuyuki Fudeyasu. La temporada constará de 15 episodios, con los primeros 10 episodios programados para estrenarse el 26 de enero de 2023, mientras que los cinco restantes se lanzarán más tarde ese año. El tema de apertura es «Rude, Loose Dance» (ルードルーズダンス Rūdo Rūzu Dansu?), interpretado por Minami, mientras que el tema de cierre es «Inori» (祈?) interpretado por Masatoshi Ono.
En marzo de 2025, se anunció una tercera temporada. Esta temporada contará con un equipo diferente al de temporadas anteriores. La animación estará a cargo de Yumeta Company y Maru Animation, y la dirección estará a cargo de Koichi Hatsumi. Yasuyuki Mutō será el guionista principal, y Yōko Tanabe e Hisashi Kawashima serán los nuevos diseñadores de personajes. Yasuharu Takanashi regresa para componer la música. Se estrenará en diciembre de 2025.

## Controversia
En octubre de 2020, Rajan Zed, presidente de la Sociedad Universal del Hinduismo, hizo una declaración dirigida a Coamix, criticando la representación de deidades hindúes en el manga e instando a la compañía a "no parodiar al Señor Shiva u otros dioses y diosas hindúes muy venerados en sus publicaciones manga". El anime recibió una reacción violenta por su representación de Shiva por parte de un gran grupo de indios americanos, calificando la serie como "muy perturbadora para ellos", ya que parodiaba a la deidad.Para evitar más críticas, Netflix modificó el tráiler de la segunda temporada para eliminar a Shiva y luego eliminó el anime de su biblioteca de streaming en India.